# Solenne Mary
Solenne Mary (2 marzo 1981) è una schermitrice francese, vincitrice di una medaglia d'oro ai campionati mondiali di scherma.

## Palmarès
In carriera ha conseguito i seguenti risultati:
- Mondiali di scherma

2006 - Torino: oro nella sciabola a squadre.
2009 - Antalia: argento nella sciabola a squadre.
2010 - Parigi: bronzo nella sciabola a squadre.
- Europei di scherma

2006 - Smirne: bronzo nella sciabola a squadre.
2008 - Kiev: bronzo nella sciabola a squadre.